# Stamlijn Breda
De Stamlijn Breda is een buiten gebruik gestelde en gedeeltelijk opgebroken goederenspoorlijn in Breda.

## Geschiedenis
De lijn is gebouwd in 1928 en is buiten gebruik gesteld en sinds 1989 hebben er waarschijnlijk geen treinen meer gereden, desondanks is de lijn tot 2004 onderhouden door het bedrijf Transityre dat het als alternatieve infrastructuur wilde gebruiken. Inmiddels is in het kader van de herontwikkeling van het stationsgebied van Breda het complete goederenemplacement inclusief de aansluiting van de stamlijn opgebroken. Over de Speelhuislaan en de Konijnenberg liggen de sporen er nog wel, maar zijn niet meer met elkaar verbonden door de herinrichting van de kruising Konijnenberg - Crogtdijk.

## Tracé
Het tracé loopt van het emplacement bij station Breda over de Speelhuislaan, waar een aftakking is naar de voormalige machinefabriek Backer en Rueb. Vanaf daar loopt de lijn noordelijk tot deze doodloopt aan de Regenbeemd.
Er waren vijf aftakkingen:
- aansluiting van de Belcrumhaven
- Backer en Rueb aan de Speelhuislaan
- bij de Kleine Krogt
- Ineos Styrenics aan de Lijndonk
- Transityre aan de Eikdonk

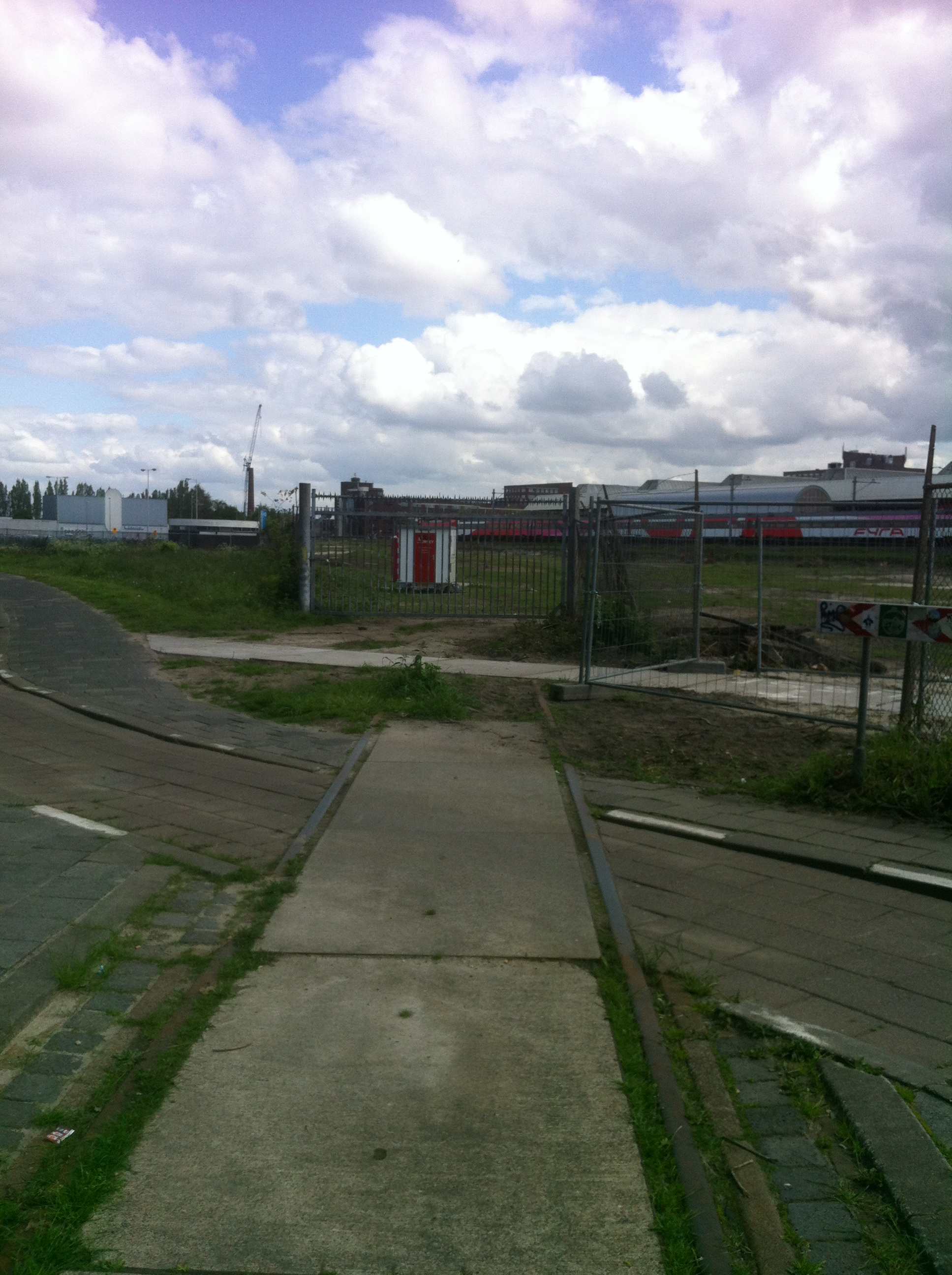
Aansluiting emplacement Breda
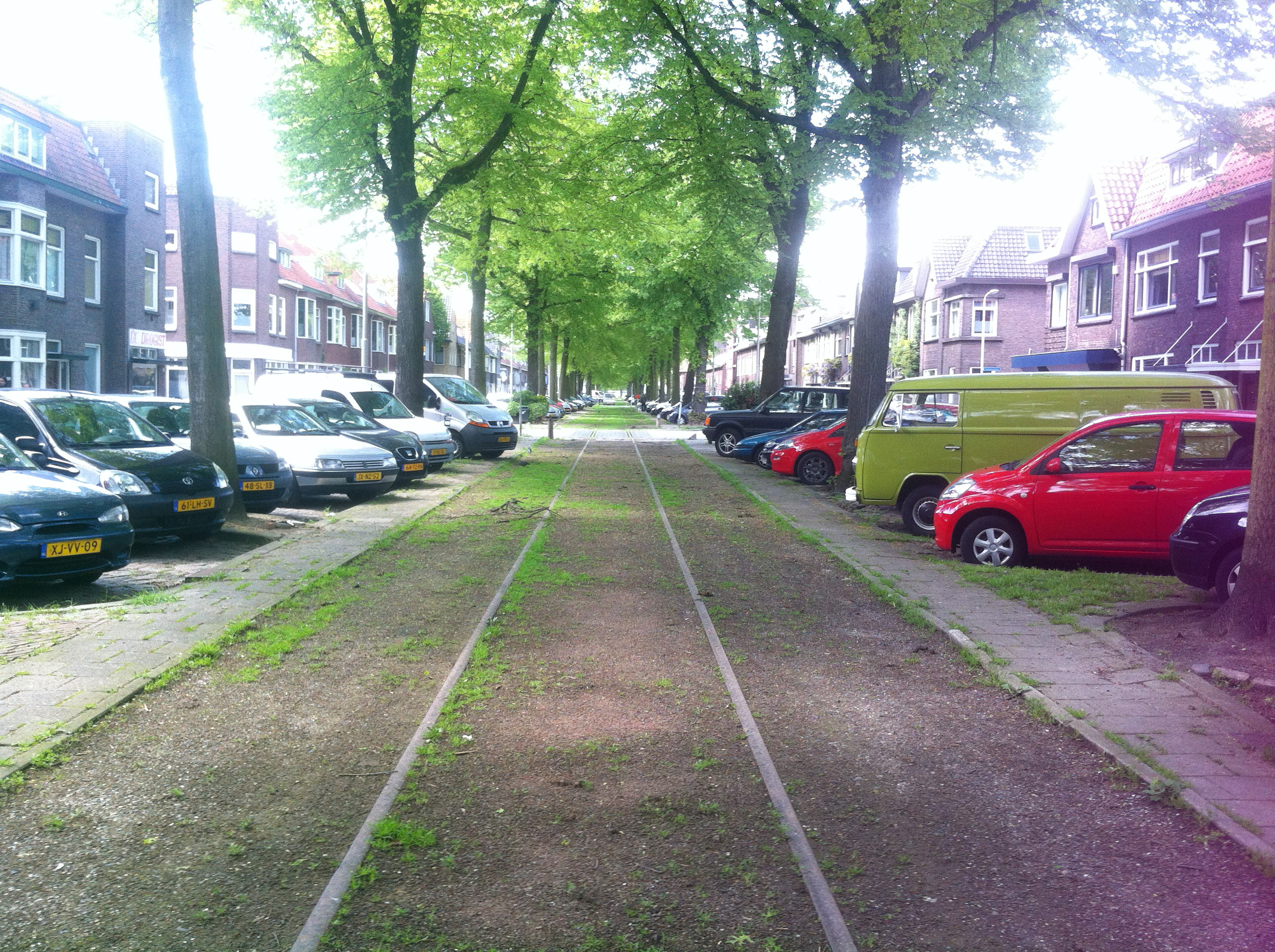
Speelhuislaan
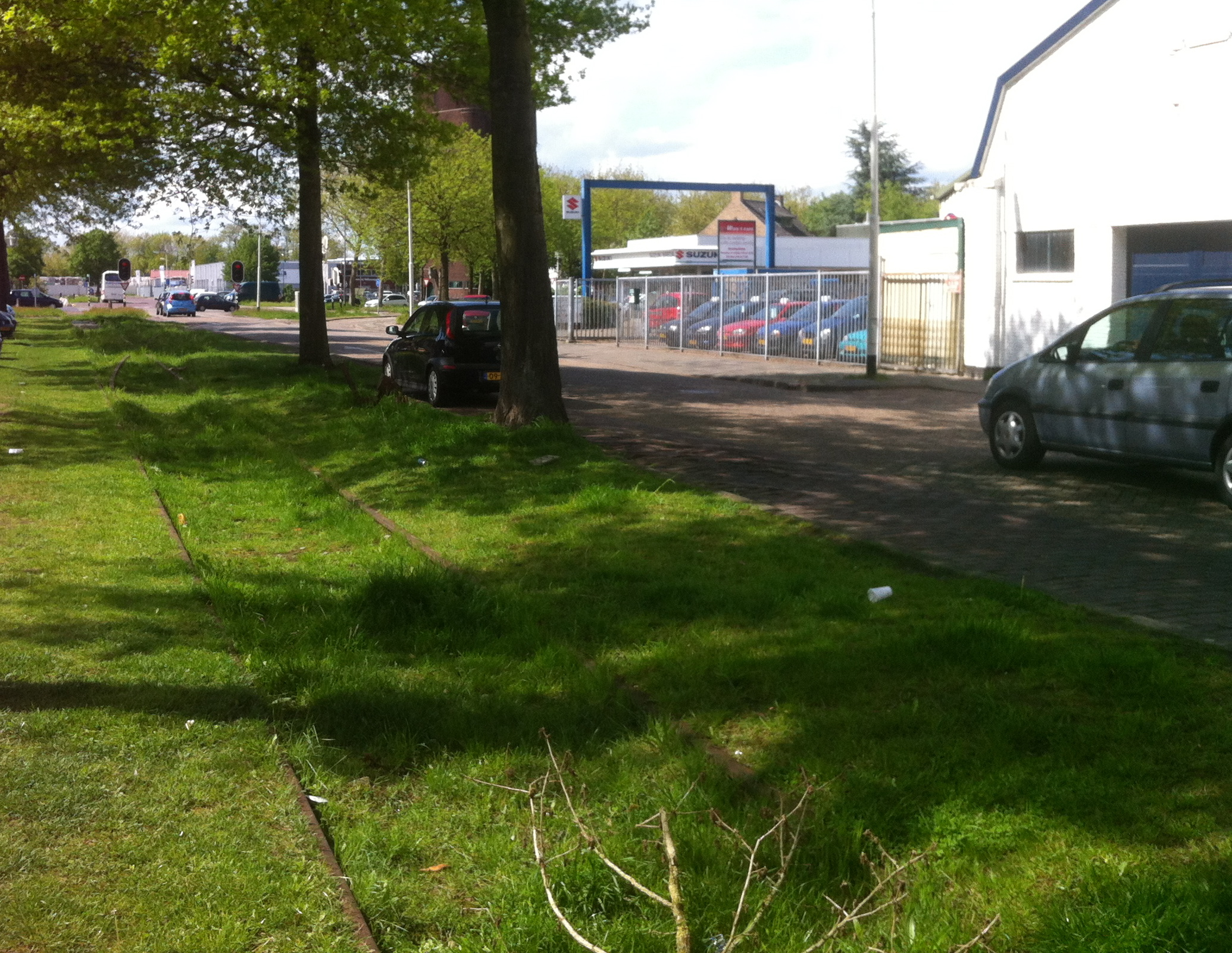
Speelhuislaan, aansluiting Backer en Rueb
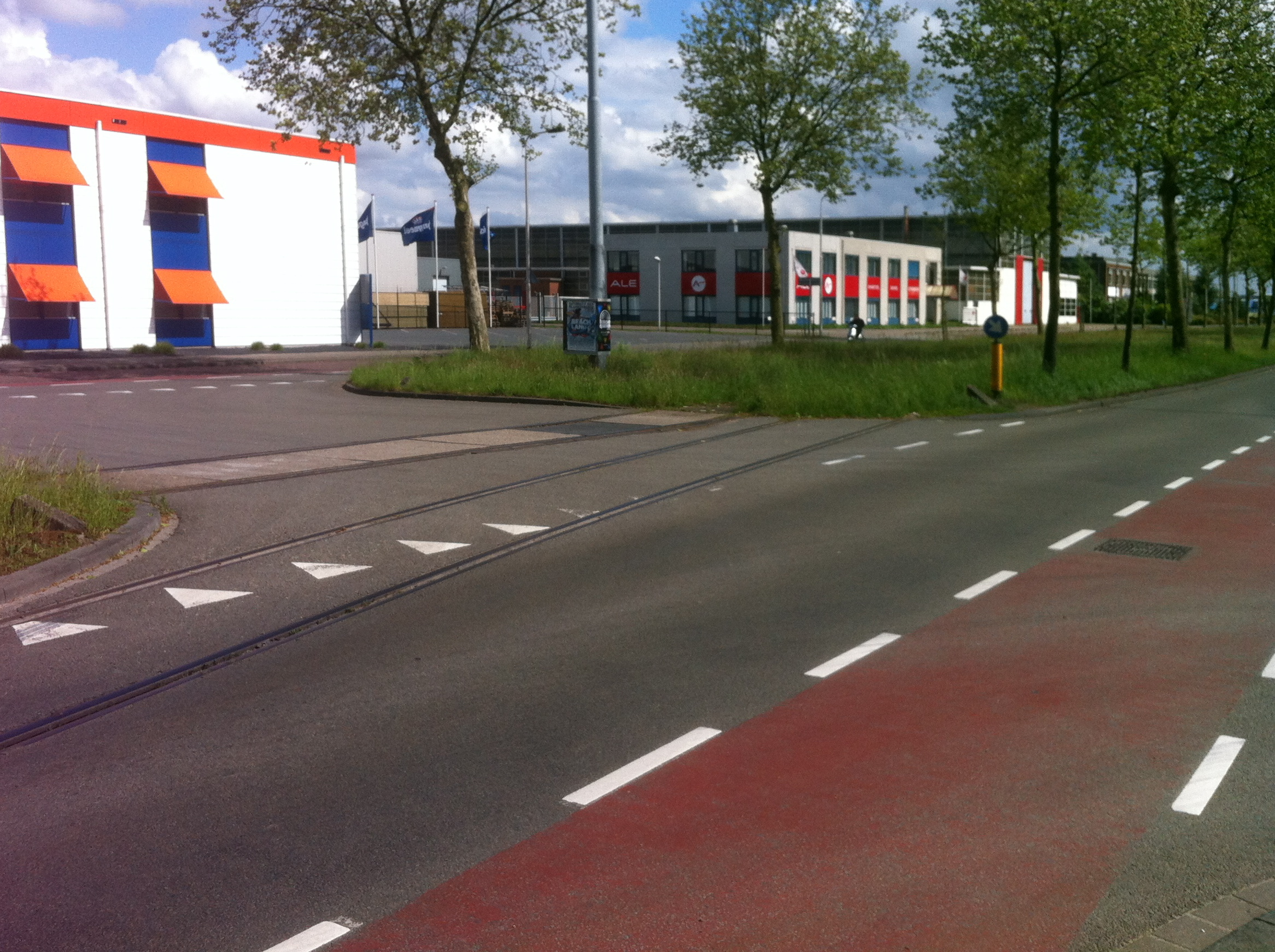
Aansluiting Ineos Styrenics
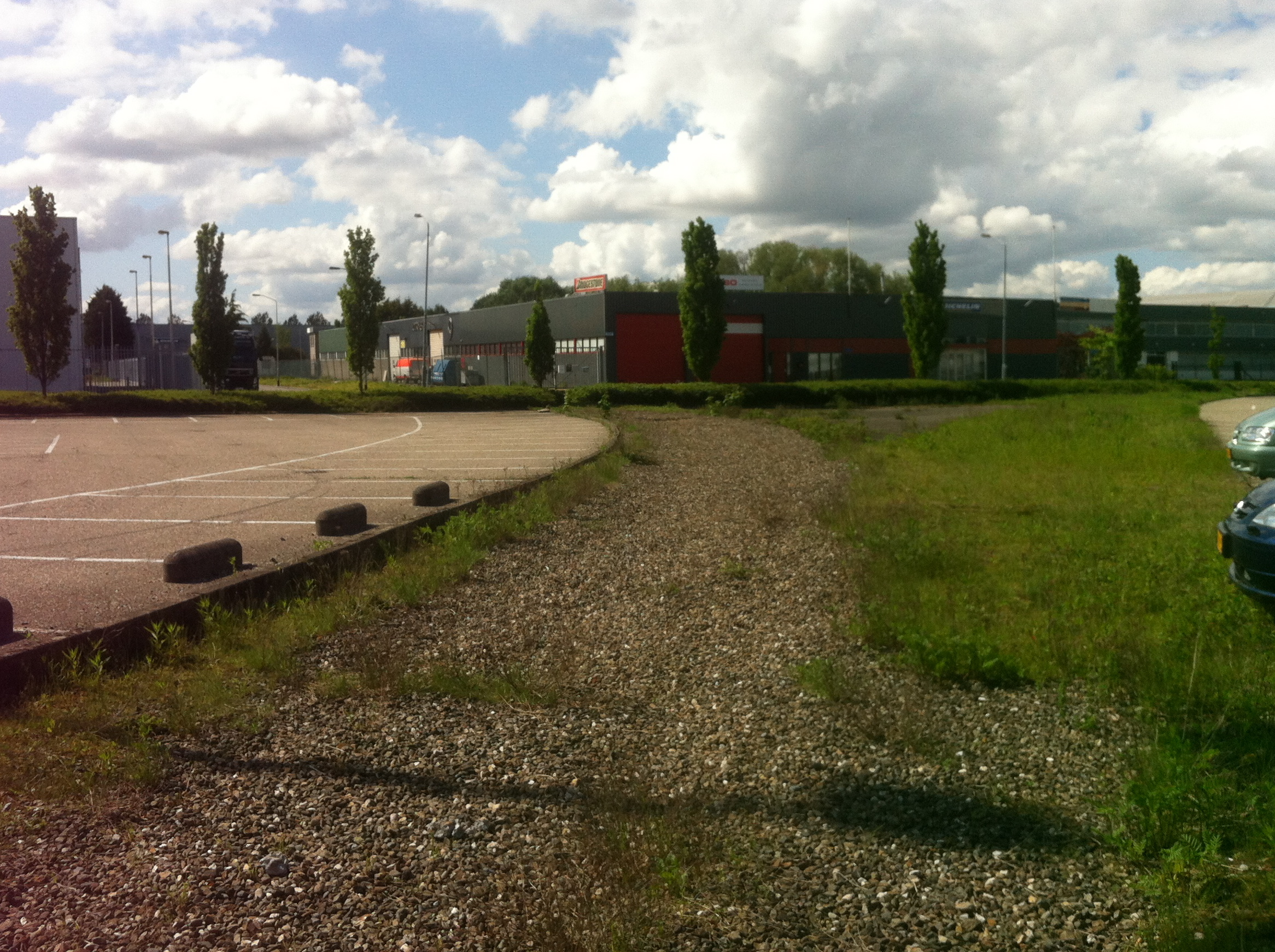
Aansluiting Transityre
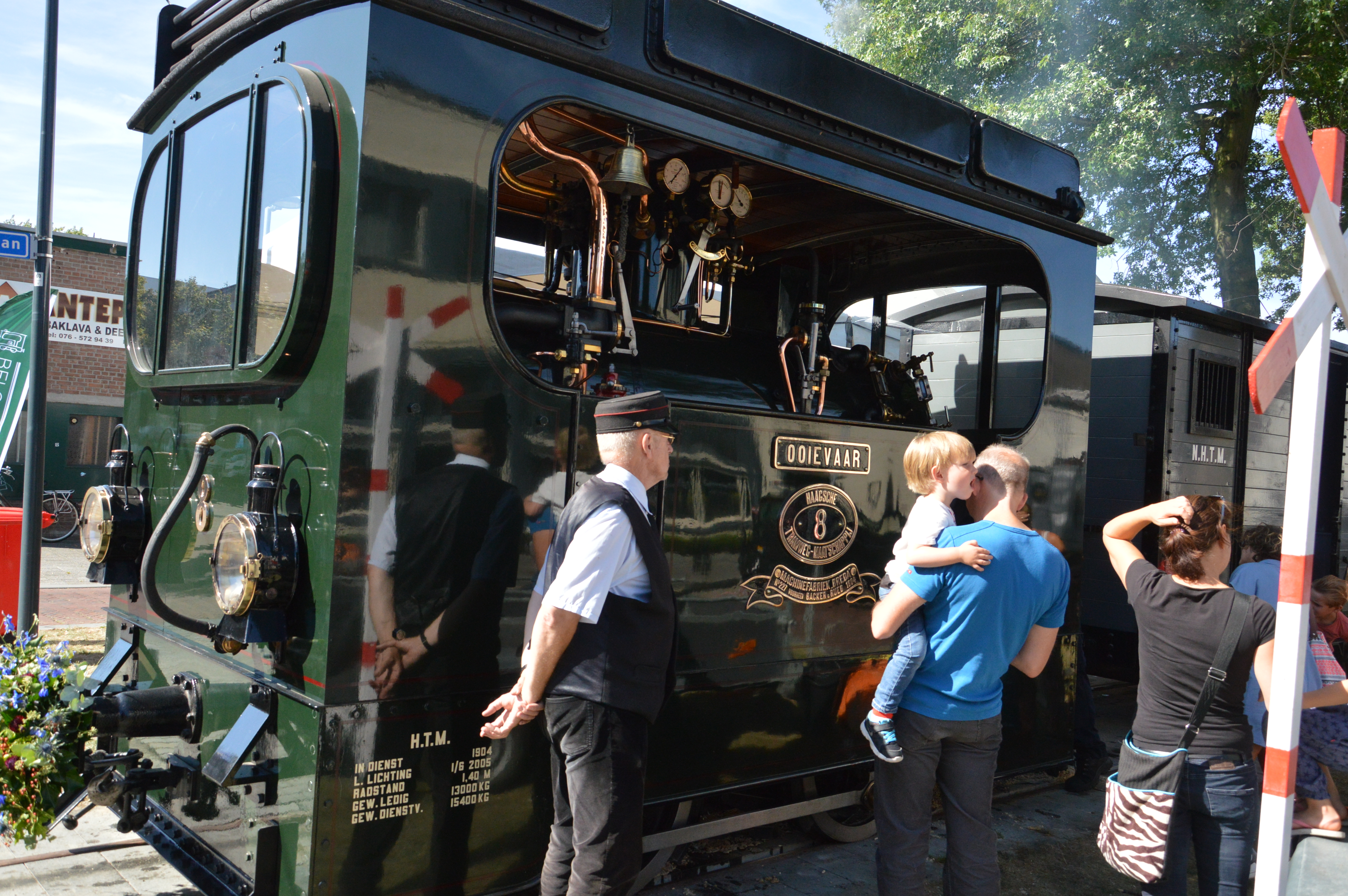
HTM 8 "Ooievaar" op de Speelhuislaan bij de opening van het station